# Prasar Bharati
Prasar Bharati is de openbare omroep van India, met hoofdkantoor in New Delhi. Het is een autonoom orgaan dat bij wet is opgericht. De organisatie omvat het Doordarshan Television Network en All India Radio, die vroeger media-afdelingen waren van het ministerie van Informatie en Omroep. Het Indiase parlement nam in 1990 de Prasar Bharati-wet aan om de instelling autonomie te verlenen, maar deze wet werd pas op 15 september 1997 van kracht.

## Doordarshan
Doordarshan (afgekort als DD; Hindi: Dūrdarśan, letterlijk “een glimp van alles in de verte” of tele-visie), een van India's grootste omroeporganisaties qua studio- en zenderinfrastructuur, werd opgericht op 15 september 1959. Doordarshan, dat ook uitzendt via digitale aardse zenders, levert televisie, radio, online en mobiele diensten aan in heel India en in het buitenland. 

## All India Radio
All India Radio (AIR), sinds 1957 officieel bekend als Akashvani (letterlijk "Stem uit de hemel"), is de nationale openbare radio-omroep van India. Het werd opgericht in 1936. AIR is het grootste radionetwerk ter wereld, en een van de grootste omroeporganisaties ter wereld wat betreft het aantal uitgezonden talen en het spectrum van sociaal-economische en culturele diversiteit. De binnenlandse omroep van AIR omvat 420 stations verspreid over het hele land. Deze bereiken samen bijna 92% van het grondgebied van het land en 99,19% van de totale bevolking. AIR zendt programma's uit in 23 talen en 179 dialecten.